# Ciclisme als Jocs Olímpics d'estiu de 1920 - Contrarellotge per equips
La contrarellotge per equips fou una de les dues proves del programa olímpic en carretera dels Jocs Olímpics d'Anvers de 1920. Els resultats de la cursa individual foren sumats per donar la classificació per equips.
La cursa es va disputar el dia 13 d'agost de 1920, amb la presència de 44 ciclistes procedents d'11 nacions, i un recorregut de 175 km.

## Medallistes
| Or                                                                                 | Plata                                                                  | Bronze                                                                       |
| França Fernand Canteloube · Georges Detreille · Marcel Gobillot · Achille Souchard | Suècia Sigfrid Lundberg · Ragnar Malm · Axel Persson · Harry Stenqvist | Bèlgica Albert De Bunné · Jean Janssens · André Vercruysse · Albert Wyckmans |

## Resultats
| Posició | País           | Ciclistes                                                                | Temps         |
| ------- | -------------- | ------------------------------------------------------------------------ | ------------- |
| Or      | França         | Fernand Canteloube, Georges Detreille, Marcel Gobillot, Achille Souchard | 19h 16' 43.4" |
| Plata   | Suècia         | Sigfrid Lundberg, Ragnar Malm, Axel Persson, Harry Stenqvist             | 19h 23' 10.0" |
| Bronze  | Bèlgica        | Albert De Bunné, Jean Janssens, André Vercruysse, Albert Wyckmans        | 19h 28' 44.4" |
| 4       | Dinamarca      | Johan Johansen, Johan Lundgren, Kristian Frisch, Georg Claussen          | 19h 53' 32.2" |
| 5       | Itàlia         | Federico Gay, Pietro Bestetti, Camillo Arduino, Dante Ghindani           | 20h 24' 44.0" |
| 6       | Països Baixos  | Piet Ikelaar, Nicolaas de Jong, Arie van der Stel, Pieter Kloppenburg    | 20h 28' 39.2" |
| 7       | Estats Units   | Ernest Kockler, August Nogara, James Freeman, John Otto                  | 21h 32' 36.6" |
| 8       | Noruega        | Helge Flatby, Paul Henrichsen, Olaf Nygaard, Thorstein Stryken           | 21h 35' 11.8" |
| 9       | Txecoslovàquia | Josef Procházka, Ladislav Janoušek, František Kundert, Bohumil Rameš     | 22h 10' 01.8" |
| 10      | Regne Unit     | William Genders, Leonard Meredith, David Marsh, Edward Newell            | NF            |
| 11      | Canadà         | Herbert McDonald, Harry Martin, Norman Webster, Harold Bounsall          | NF            |

NF: no finalitza